# 8 Cygni
8 Cygni, som är stjärnans Flamsteed-beteckning, är en ensam stjärna belägen i den södra delen av stjärnbilden Svanen. Den har en skenbar magnitud på ca 4,75 och är svagt synlig för blotta ögat där ljusföroreningar ej förekommer. Baserat på parallaxmätning inom Hipparcosuppdraget på ca 3,8 mas, beräknas den befinna sig på ett avstånd på ca 860 ljusår (ca 260 parsek) från solen Den rör sig närmare solen med en heliocentrisk radialhastighet av ca -21 km/s.

## Egenskaper
8 Cygni är en blå till vit underjättestjärna av spektralklass B3 IV. Den har en massa som är ca 6,4 solmassor, en radie som är ca 6,5 solradier och utsänder ca 2 500 gånger mera energi än solen från dess fotosfär vid en effektiv temperatur av ca 16 100 K. Stjärnans metallicitet liknar solens.